# TV Myra
TV Myra, barnprogramserie som hade premiär 2005 på TV4, producerad av Nordisk Film.
Serien handlar om ett gäng barn/ungdomar som har hand om en tv-kanal som heter TV Myra och som sänds från en tv-studio i TV4-huset. Nyhetsankaret heter Myran, vars röst görs av Stefan Roos. Han äger tv-kanalen. De har ofta konstiga gäster, till exempel diverse djur, och när de har djur som gäster slutar det ofta i katastrof. Djuren börjar ofta bråka med varandra eller Myran. 
TV-gänget brukar gå till köpcentrum och testa saker på folk som kommer förbi dem. Myran tycker det är oansvarigt av ungdomarna att göra så. Han brukar säga till dem: "Använda stackars oskyldiga människor till sånt". De använder nyhetsreportrar för olika uppdrag; aktuella nyheter, gå på olika premiärer och träffa kändisar och experiment i "Kladdigt".  I säsong 2 så blev det ändrat. Myran var ute i vildmarken och intervjuade djur och Pinglan träffade kändisar, till exempel på Kolmården.